# Austrazenia
Austrazenia es un género  de lepidópteros perteneciente a la familia Noctuidae. Es originario de Australia.

## Especies
- Austrazenia pura (Swinhoe, 1902)
- Austrazenia tusa (Swinhoe, 1902)